# Czesław Szymczak
Czesław Kazimierz Szymczak – inżynier budownictwa, profesor doktor habilitowany, pracownik Politechniki Gdańskiej.
Absolwent Państwowej Szkoły Budownictwa w Gdańsku, w 1993 otrzymał tytuł profesora nauk technicznych.
Do jego zainteresowań naukowych należą: teoria konstrukcji, stateczność, konstrukcje cienkościenne i biomechanika.
Jest autorem lub współautorem 102 prac.  Dwukrotnie nagrodzony nagrodą rektora PG. W 2013 roku został członkiem honorowym Polskiego Towarzystwa Mechaniki Teoretycznej i Stosowanej.